# El rey Escorpión
El rey Escorpión es una película dirigida por Chuck Russell, con Dwayne Johnson en su primer papel como protagonista y que debutó en The Mummy Returns y estrenada en el año 2002. La cinta, que es una precuela de La momia (1999) tuvo una precuela: El rey escorpión: el ascenso de un guerrero (2008) y varias secuelas, creando así una saga propia. 
El rey Escorpión narra los orígenes de Mathayus el acadio y su ascenso al trono. El nombre Horus Escorpión se refiere a un gobernante del periodo predinástico de Egipto. La película refleja, vagamente, la historia de este personaje y el estilo de vida de la población de la zona, la cual está repleta de anacronismos, como el uso de espadas de acero (en plena Edad del Cobre), la utilización de pólvora en varias escenas mucho antes de ser inventada por los chinos y edificios muy bien decorados y construidos.

## Sinopsis
Inspirada en un legendario guerrero egipcio, los hechos de El rey Escorpión tienen lugar 5000 años antes de los de The Mummy Returns, en la famosa ciudad de Gomorra. Su malévolo dirigente, Memnon, está decidido a acabar con toda la gente nómada del desierto. Las pocas tribus que quedan, que por naturaleza nunca fueron aliadas, solo tienen una opción, unirsele. 
Como saben que su enemigo depende de las visiones de un vidente, contratan los servicios de un habilidoso asesino: Mathayus (Dwayne Johnson) para eliminar a este. Tras infiltrarse en terreno enemigo Mathayus descubre que el hechicero en cuestión es en realidad una bella mujer Cassandra (Kelly Hu). En vez de acabar con su vida se la lleva a las profundidades del desierto, ya que los hombres de Memnon no pararán ante nada para rescatarla y devolverla a su líder. 
Allí se produce una batalla, donde es herido de gravedad. Mathayus debe encontrar fuerzas para llevar a su desmejorado grupo de aliados de vuelta a Gomorra, lugar de la confrontación final.

## Reparto y doblaje
| Personaje | Actor original (EE. UU.) | Actor de voz (España) | Actor de voz (Hispanoamérica) |
| --------- | ------------------------ | --------------------- | ----------------------------- |
| Mathays   | Dwayne Johnson           | Jordi Boixaderas      | Víctor Hugo Aguilar           |
| Memnon    | Steven Brand             | Jordi Ribes           | Carlos Becerril               |
| Balthazar | Michael Clarke Duncan    | Pepe Mediavilla       | Óscar Bonfiglio               |
| Cassandra | Kelly Hu                 | Alicia Laorden        | Laura Ayala                   |
| Arpid     | Grant Heslov             | José Javier Serrano   | Roberto Mendiola              |
| Philos    | Bernard Hill             | Fernando Guillén      | Carlos Águila                 |
| Jesup     | Branscombe Richmond      | Vicente Gil           | Paco Mauri                    |
| Thorak    | Ralf Moeller             | Ricky Coello          | Jorge Lapuente                |
| Narración |                          | Armando Carreras      | Jorge Lapuente                |

## Videojuegos
Este filme dio origen a dos videojuegos: The Scorpion King: Rise of the Akkadian para Nintendo GameCube y PlayStation 2, el cual sirvió como precuela a los eventos del filme; y una secuela, The Scorpion King: Sword of Osiris, para Game Boy Advance, en el cual Cassandra es raptada por el cruel hechicero Menthu y su lacaya, la bruja Isis (no confundir con la Reina Isis de la película), provocando que Mathayus parta en una búsqueda para descubrir la legendaria Espada de Osiris y usarla para derrotar a Menthu e Isis para siempre, rescatando así a Cassandra.

## Banda sonora
La banda sonora de El rey Escorpión se lanzó a través de Universal el 26 de marzo de 2002, justo antes del estreno de la película el 19 de abril. Contiene pistas de varias bandas que interpretan temas lanzados anteriormente o sus lados B. El álbum ha sido certificado de Oro por la Recording Industry Association of America.
| Lista de canciones |                                 |                                                                                                |                  |          |  |
| N.º                | Título                          | Escritor(es)                                                                                   | Interprete(s)    | Duración |  |
| 1.                 | «I Stand Alone»                 | Sully Erna                                                                                     | Godsmack         | 4:05     |  |
| 2.                 | «Set It Off» (Tweaker remix)    | P.O.D.                                                                                         | P.O.D.           | 4:10     |  |
| 3.                 | «Break You»                     |                                                                                                | Drowning Pool    | 2:48     |  |
| 4.                 | «Streamline»                    | Serj Tankian Daron Malakian                                                                    | System of a Down | 3:36     |  |
| 5.                 | «To Whom It May Concern»        | Scott Stapp Mark Tremonti                                                                      | Creed            | 5:09     |  |
| 6.                 | «Yanking Out My Heart»          | Nickelback                                                                                     | Nickelback       | 3:35     |  |
| 7.                 | «Losing My Grip»                | Chris Hesse Markku Lappalainen Doug Robb                                                       | Hoobastank       | 3:55     |  |
| 8.                 | «Only the Strong»               | Flaw                                                                                           | Flaw             | 4:17     |  |
| 9.                 | «Iron Head» (con Ozzy Osbourne) | Rob Zombie                                                                                     | Rob Zombie       | 4:10     |  |
| 10.                | «My Life»                       | 12 Stones                                                                                      | 12 Stones        | 3:03     |  |
| 11.                | «Along the Way»                 | Dave Felton Jason Popson Jeffrey Hatrix Steve Felton Marko Vukcevich Tom Schmitz Jack Kilcoyne | Mushroomhead     | 3:17     |  |
| 12.                | «Breathless»                    | Lifer                                                                                          | Lifer            | 4:04     |  |
| 13.                | «Corrected»                     | Clint Lowery Morgan Rose                                                                       | Sevendust        | 4:31     |  |
| 14.                | «Burn It Black»                 | Injected                                                                                       | Injected         | 2:42     |  |
| 15.                | «27»                            | Justin Rimer                                                                                   | Breaking Point   | 3:38     |  |
| 16.                | «Glow»                          | Mike Cox B. Dez Fafara Miguel "Meegs" Rascon                                                   | Coal Chamber     | 3:06     |  |
| 1:00:41            |                                 |                                                                                                |                  |          |  |

## Precuela y secuelas
Después del estreno de la película, hubo planes iniciales para una secuela con Johnson para volver como Mathayus y enfrentarse a un nuevo villano, Sargon, pero estos planes finalmente fracasaron y el proyecto fue archivado.
Se creó una precuela directamente para video, The Scorpion King 2: Rise of a Warrior, estrenada en 2008, con Michael Copon como una versión joven de Mathayus y Randy Couture como Sargón. 
La primera secuela, siendo la tercera de la saga, The Scorpion King 3: Battle for Redemption, se estrenó en 2012, con Victor Webster en el papel de Mathayus y Billy Zane como el villano principal, el rey Talus.
El cuarto filme de la franquicia, The Scorpion King 4: Quest for Power, se estrenó en 2015. Victor Webster repitió su papel del tercer filme, mientras que Michael Biehn, Rutger Hauer, Lou Ferrigno y Eve Torres conformaron el nuevo reparto. Will Kemp interpretó al villano de este filme, Drazen.
El quinto filme, Scorpion King: Book of Souls, se estrenó el 23 de octubre de 2018. Zach McGowan interpretó a Mathayus, mientras que Peter Mensah figuró como el villano principal, Nebserek.